# Гарсия де Альбенис, Иманоль
Иманоль Гарси́я де Альбенис Кресенте (исп. Imanol García de Albéniz Crecente; 6 июня 2000, Абанто-и-Сьервана, Испания), также известный как просто Иманоль — испанский футболист, защитник клуба «Спарта» (Прага).

## Биография
27 июля 2023 года Гарсия де Альбенис дебютировал за основную команду «Атлетика Бильбао» в товарищеском матче против испанского «Расинга». 12 августа 2023 года состоялся официальный дебют Иманоля за «басков» в матче чемпионата Испании против «Реал Мадрида».

## Достижения
«Атлетик Бильбао»
- Обладатель Кубка Испании: 2023/24